# Coussarea fanshawei
Coussarea fanshawei är en måreväxtart som beskrevs av Julian Alfred Steyermark. Coussarea fanshawei ingår i släktet Coussarea och familjen måreväxter.
Artens utbredningsområde är Guyana. Inga underarter finns listade i Catalogue of Life.